# 波諾阿雷萊鄉
44°58′N 22°47′E / 44.967°N 22.783°E
波諾阿雷萊鄉（羅馬尼亞語：Comuna Ponoarele, Mehedinți），是羅馬尼亞的鄉份，位於該國西南部，由梅赫丁茨縣負責管轄，面積71平方公里，海拔高度357米，2007年人口2,911，人口密度每平方公里41人。